# Jürgen Waidele’s Conversation

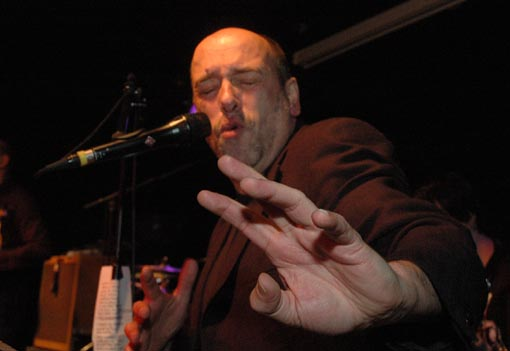
Jürgen Waidele (2007)

Jürgen Waidele’s Conversation oder kurz Waidele's Conversation ist eine Soulband um den 1953 in Weil am Rhein geborenen, in Allensbach aufgewachsenen und derzeit in Konstanz lebenden Sänger und Pianisten Jürgen Waidele. Ende der 1970er Jahre tritt der Autodidakt erstmals unter eigenem Namen auf. 1984 erscheint der Name Conversation das erste Mal in der Presse. Die Band spielt(e) in unterschiedlichen Besetzungen, anfangs als Conversation-Big Band, seit geraumer Zeit im Combo-Format. Die Band tourt vor allem im südwestdeutschen Raum.

## Musik
Die Musik der Conversation basiert auf Jazz- und Souleinflüssen. Waidele covert gerne Jazzstandards, spielt aber auch eine Reihe von Eigenkompositionen. Gesanglich orientiert sich Waidele an Soulsängern der alten Schule, wie Wilson Pickett, Otis Redding, Arthur Conley und Solomon Burke, aber auch an aktuelleren Formationen wie Jamiroquai. In seinem Wirkungskreis wird er als der "Al Jarreau des Bodensees" bezeichnet.

## Besetzung
In den letzten Jahren kristallisierte sich folgende Stammbesetzung heraus: Jürgen Waidele (Piano), Elysa Kay (Gesang), Alexander Friedrich (Schlagzeug), Pele Keller (Bass), Rainer Apel (Gitarre) und Arno Haas (Saxofon). Als Gast wird gerne die Schweizer Sängerin Lilly Thornton hinzugezogen.

## Veröffentlichungen (Auswahl)
- 1980: Waidele and friends
- 1984: Waidele's Conversation im Gemszelt - live
- 1988: It's all in your head
- 1990: Back to the roots
- 1995: Saved - The best of the eighties...
- 1997: Crazy world
- 2004: Stay a minute - Live
- 2009: Still playin’
- 2014: Power Within